# El sentido de un final (película de 2017)
El sentido de un final es una película de drama de misterio de 2017 dirigida por Ritesh Batra y escrita por Nick Payne, basada en la novela homónima de Julian Barnes. El largometraje está protagonizado por Jim Broadbent, Charlotte Rampling, Harriet Walter, Billy Howle, Emily Mortimer y Michelle Dockery.
La película tuvo su estreno mundial en el Festival Internacional de Cine de Palm Springs el 2 de enero de 2017. Fue estrenada en Estados Unidos el 10 de marzo de 2017 por CBS Films y Lionsgate, y en el Reino Unido el 14 de abril de 2017 por StudioCanal.

## Trama
La historia, contada a través de los recuerdos de Tony Webster y de sus amigos, explora la imperfección y selectividad de la memoria, según el observador y el tiempo transcurrido desde el evento. Se utilizan elementos de la trama para comparar el problema quizás imposible de obtener una visión objetiva definitiva de la historia con las dificultades similares que implica la memoria personal.
El anciano divorciado Anthony 'Tony' Webster dirige un negocio de fotografía en Londres y vive tranquilamente. Recibe una carta del patrimonio de Sarah Ford, la madre de su novia universitaria de los años 60, Veronica. Para su sorpresa, ella le ha dejado 500 libras esterlinas y un diario, que todavía está en manos de Verónica.
En un flashback, escuchamos que el compañero de Tony de Sixth Form, Dobson, murió de lo que muchos creyeron que fue un suicidio después de que su novia quedó embarazada. El amigo de Tony, el muy inteligente Adrian Finn, le dijo a su profesor de historia que, en ausencia de pruebas documentales, nadie sabrá jamás el verdadero motivo de su suicidio. Más tarde, en la Universidad de Bristol, Tony conoció a Verónica, quien le introdujo en la fotografía como hobby. En una visita a su familia, la atractiva madre de Verónica, Sarah, coqueteó con él, pero le advirtió que "no dejara que Verónica se saliera con la suya". Cuando Tony se fue, Sarah le hizo un saludo horizontal a la altura de la cintura. Tony no estaba seguro si era un adiós coqueto o una señal de advertencia.
Más tarde, Veronica rompió con Tony, sin haber tenido nunca relaciones sexuales completas con él, hasta después de su ruptura. Recibió una carta de Adrian solicitando su bendición para su nueva relación con Verónica. Al principio decidió responder positivamente, pero luego escribió una respuesta enojada, escribiendo que ella había sido dañada y cómo incluso su madre le había advertido sobre ella y deseaba tener un hijo que pagara por los pecados de sus padres. Nunca recibió respuesta de ninguno de los dos. Los dos mejores amigos de Tony de Sixth Form más tarde le informaron que Adrian, que al principio parecía feliz y enamorado, se había suicidado. Tony creía que Veronica podría haber conocido a Adrian a través de su hermano Jack, quien al igual que Adrian estudió en la Universidad de Cambridge (pero previamente le había dicho a Tony que no conocía a Adrian), pero señalaron que Adrian y Veronica se conocieron a través de Tony.
En el presente, Tony le cuenta por primera vez a su exesposa Margaret sobre su relación con Veronica. Tony se vuelve a conectar con sus dos amigos de Sixth Form y ellos lo ayudan a localizar a Veronica en línea. Ella todavía está enojada con él, ha quemado el diario de Adrian, lo que podría haber explicado por qué se suicidó, pero le entrega la carta que les había escrito a ella y a Adrian. Al espiar a Veronica, Tony la ve con un hombre de mediana edad con discapacidad intelectual que tiene un parecido sorprendente y se llama Adrian. Tony descubre que el niño no es el hijo de Veronica sino su medio hermano menor, y supone que es el hijo de Adrian y la madre de Veronica, Sarah.
La hija de Tony, Susie, cuyo embarazo ha sido una trama secundaria a lo largo de la película, da a luz a un niño sano. Tony le escribe a Veronica, disculpándose con ella por lo que hizo.

## Elenco
- Jim Broadbent como Anthony 'Tony' Webster
  - Billy Howle como el joven Tony Webster
- Charlotte Rampling como Verónica Ford
  - Freya Mavor como la joven Veronica Ford
- Joe Alwyn como Adrian Finn
- Andrew Buckley como Adrián Jr.
- Peter Wight como Colin Simpson
  - Jack Loxton como el joven Colin Simpson
- Hilton McRae como Alex Stuart
  - Timothy Innes como el joven Alex Stuart
- Harriet Walter como Margaret, la exesposa de Tony
- Emily Mortimer como Sarah Ford, la madre de Veronica
- Michelle Dockery como Susie Webster, la hija de Tony
- Matthew Goode como el Sr. Joe Hunt, el profesor de historia de Tony.
- Edward Holcroft como Jack Ford, hermano de Veronica
- James Wilby como David Ford, el padre de Verónica.

## Producción
El 8 de febrero de 2015, se anunció que Ritesh Batra dirigiría a continuación un drama para Origin Pictures y BBC Films, basado en la novela de Julian Barnes El sentido de un final, y con guion de Nick Payne.  El 11 de mayo de 2015, Jim Broadbent fue elegido para el papel principal de la película, que BBC Films y FilmNation Entertainment financiarían, y FilmNation también se encargaría de las ventas internacionales.  David M. Thompson y Ed Rubin de Origin Pictures financiarían la película.  El 6 de agosto de 2015, se anunció un elenco que incluía a Charlotte Rampling, Harriet Walter, Emily Mortimer, Michelle Dockery, Billy Howle, Freya Mavor y Joe Alwyn.  Lipsync Productions también cofinanciaría la película junto con BBC Films y FilmNation Entertainment.  El 8 de septiembre de 2015, CBS Films adquirió los derechos de distribución de la película en Estados Unidos. 

### Rodaje
El rodaje de la película comenzó el 8 de septiembre de 2015 en Londres y Bristol,    y duró siete semanas. 

## Estreno
Tuvo su estreno mundial en el Festival Internacional de Cine de Palm Springs el 2 de enero de 2017.  La película se estrenó en Estados Unidos el 10 de marzo de 2017  y en el Reino Unido el 14 de abril de 2017. 

## Recepción

### Taquillas
El sentido de un final recaudó 1,3 millones de dólares en Estados Unidos y Canadá y 3,2 millones de dólares en otros territorios para un total mundial de 4,5 millones de dólares. 

### Recepción de la crítica
En el agregador de reseñas Rotten Tomatoes, la película tiene un índice de aprobación del 76% basado en 119 reseñas, con una calificación promedio de 6,42/10. El consenso crítico del sitio afirma: "Anclado en una sólida actuación protagónica de Jim Broadbent, El sentido de un final resulta consistentemente apasionante incluso cuando roza la superficie narrativa de su material literario".  En Metacritic, la película tiene una puntuación de 61 sobre 100, basada en 24 críticas, lo que indica "críticas generalmente favorables". 
Dennis Schwartz destacó la actuación de Broadbent: "Esta es la película de Broadbent, cuya gran interpretación comprensiva para un personaje tan amargo hace que las cosas sean creíbles y entrañables. Conduce a un clímax abierto que pide al espectador maduro que utilice su experiencia de vida para darle sentido al final imperfecto por sí solo, porque el cineasta, en una adaptación realmente buena de la novela a pesar de sus defectos, se niega a simplificar las cosas [...} Por otro lado, lo que la película no logra es ofrecer una historia lúcida y fuerte como el libro. 
Oliver Armknecht consideró que: "La adaptación cinematográfica de la novela premiada conserva básicamente la trama, pero casi inevitablemente adopta un enfoque ligeramente diferente en su implementación. Debido al cambio de perspectiva y al desapego del lenguaje, la acción pasa a primer plano; aquí muchas cosas ya no son tan sutiles. La revaluación de la propia vida también da que pensar en esta versión, sobre todo porque el elenco es fabuloso." 